# The Keep
The Keep (br: A Fortaleza Infernal /pt: O Guardador do Mal) é um filme britânico-estadunidense do gênero horror lançado em 1983, e dirigido por Michael Mann.

## Sinopse
Durante e Segunda Guerra Mundial, um pelotão de soldados nazistas são enviados para ocupar o Passo Dinu, localizado na Romênia, em 1941. Eles se estabelecem numa obscura fortaleza, onde 108 cruzes estão dispostas na parede, que os soldados acreditam serem de prata. Durante a noite, um deles decide roubá-las, mas acaba despertando uma misteriosa força. Então, a cada noite soldados vão sendo mortos, atraindo a atenção da SS para o local, que sem saber o está acontecendo, fuzilam três moradores locais, acreditando ser obra de partisans. Mas uma indecifrável gravura na parede após mais uma morte, faz com que um historiador judeu seja levado até a fortaleza para desvendar o mistério.

## Trilha Sonora
A trilha sonora do filme é creditada a banda alemã de rock progressivo Tangerine Dream, surgida em 1967.

## Elenco
- Scott Glenn ... Glaeken Trismegestus
- Alberta Watson ... Eva Cuza
- Jürgen Prochnow ... Capitão Klaus Woermann
- Robert Prosky ... Fonescu
- Gabriel Byrne Sturmbannführer Erich Kaempffer
- Ian McKellen ... Doutor Theodore Cuza
- W. Morgan Sheppard ... Alexandru
- Royston Tickner ... Tomescu
- Michael Carter ... Radu Molasar
- Rosalie Crutchley ... Josefa
- Wolf Kahler ... S.S. Adjutant
- Bruce Payne ... Border Guard